# Lac Brunehilde
Pour les articles homonymes, voir Brunehilde.
Le lac Brunehilde est un lac de l'île principale des îles Kerguelen dans les Terres australes et antarctiques françaises (TAAF). Il est situé sur le plateau Central à 40 mètres d'altitude.